# Canton de Besançon-Nord-Ouest
Le canton de Besançon-Nord-Ouest est une ancienne division administrative française, située dans le département du Doubs et la région Franche-Comté.

## Administration
Le canton a été créé en 1982.
| Période | Période | Identité        | Étiquette | Qualité                                          |
| ------- | ------- | --------------- | --------- | ------------------------------------------------ |
| 1982    | 1998    | Constant Verdot | RPR       | Chef d'entreprise à Besançon                     |
| 1998    | 2015    | Vincent Fuster  | PS        | Professeur de lycée Adjoint au maire de Besançon |

## Composition
Le canton de Besançon-Nord-Ouest comprenait une partie de la commune de : 
| Nom      | Code Insee | Intercommunalité            | Superficie (km2) | Population (dernière pop. légale) | Densité (hab./km2) |
| -------- | ---------- | --------------------------- | ---------------- | --------------------------------- | ------------------ |
| Besançon | 25056      | CU Grand Besançon Métropole | 65,05            | 116 676 (2015)                    | 1 794              |

Il se compose plus précisément des quartiers suivants :
- Montrapon
- Montboucons
- Montjoux
- Fontaine-écu
- Bouloie
- Observatoire

Depuis 2014, un redécoupage visant à réduire le nombre de cantons des départements a conduit au rattachement de 5 communes voisines (4 depuis janvier 2015 après la fusion d'Auxon-Dessus et Auxon-Dessous). Le nouveau canton s'appelle Besançon 3.

## Démographie
| 2012   |
| ------ |
| 17 650 |